# Nederlandse Vereniging van Trainingsacteurs
De Nederlandse Vereniging van Trainingsacteurs (NVvT) is een belangenorganisatie voor trainingsacteurs.

## Historiek
Het vak van de trainingsacteur is in de jaren zeventig van de twintigste eeuw bij de politieacademie ontstaan, toen er klachten kwamen over het optreden van agenten bij het uitdelen van bekeuringen: de Nederlandse gemeenschap begon zich tegen de toen gebruikelijke “stem van het Gezag” te keren.
In 1978 werd in opdracht van het ministerie van Binnenlandse Zaken onderzocht hoe agenten beter met deze situatie moeten kunnen omgaan. Hiervoor werd het rollenspel gebruikt waarbij de agent en burger beide door agenten zelf gespeeld werden. Op basis van de eerste ervaringen werden trainingsprogramma's ontwikkeld.
Hoewel de trainingsacteur tot de jaren 1990 vooral een nevenactiviteit was, werd het vak sindsdien geprofessionaliseerd toen de eerste opleidingen tot trainingsacteur werden geopend. In 2001 zette Jaap Postma met Mathijs Kompier de NVvT op. Postma werd de eerste voorzitter.